# Siglas poveiras

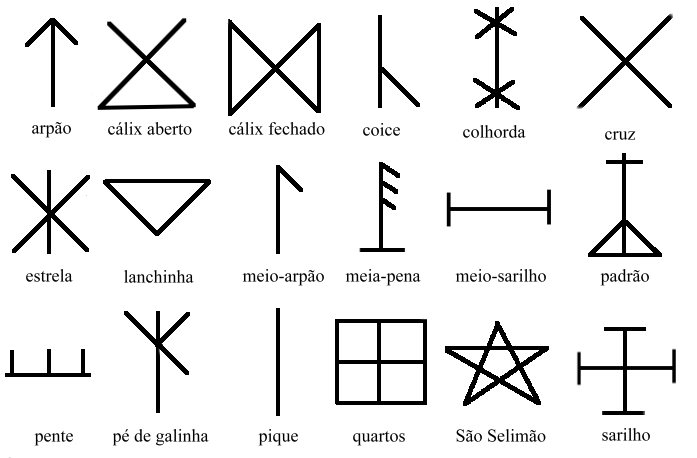
Siglas Poveiras base para la mayoría de las siglas familiares.

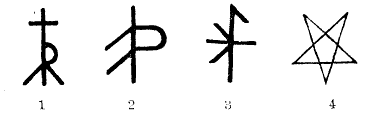
1. la marca del islandés Ormur Ketilsson (1369), 2. la marca del islandés Þórður Snorrason (1439), 3. La marca del juez sueco Scalle (1413) y 4. La marca de un pedrero de la catedral de Upsala, en Suecia.

Las siglas poveiras o marcas poveiras son una forma de "proto-escritura primitiva", se trata de un rudimentario sistema de comunicación visual usado por los pescadores de Póvoa de Varzim durante siglos. Para escribirlas se usaba una navaja y normalmente se escribían en madera, pero también se podían pintar, por ejemplo, en los barcos o en las barracas de playa.
Las siglas se usaban con frecuencia hasta hace muy poco tiempo y se deben a colonos vikingos que pasaron su sistema de escritura a los pescadores de Póvoa hace cerca de mil años. Estas runas se usaban como blasón o firma familiar para marcar sus pertenencias - también existieron en Escandinavia, donde se llamaban bomärken, y de donde proviene esta tradición. En el pasado, se usaban también para recordar cosas y no para su lectura directa; se conocían como “escritura” poveira, usada por muchos pescadores que desconocían el alfabeto latino, y de este modo, las runas adquirieron bastante utilidad. Por ejemplo, se usaban por los vendedores en sus libros de cuentas, siendo leídas y reconocidas como reconocemos un nombre escrito en alfabeto latino.

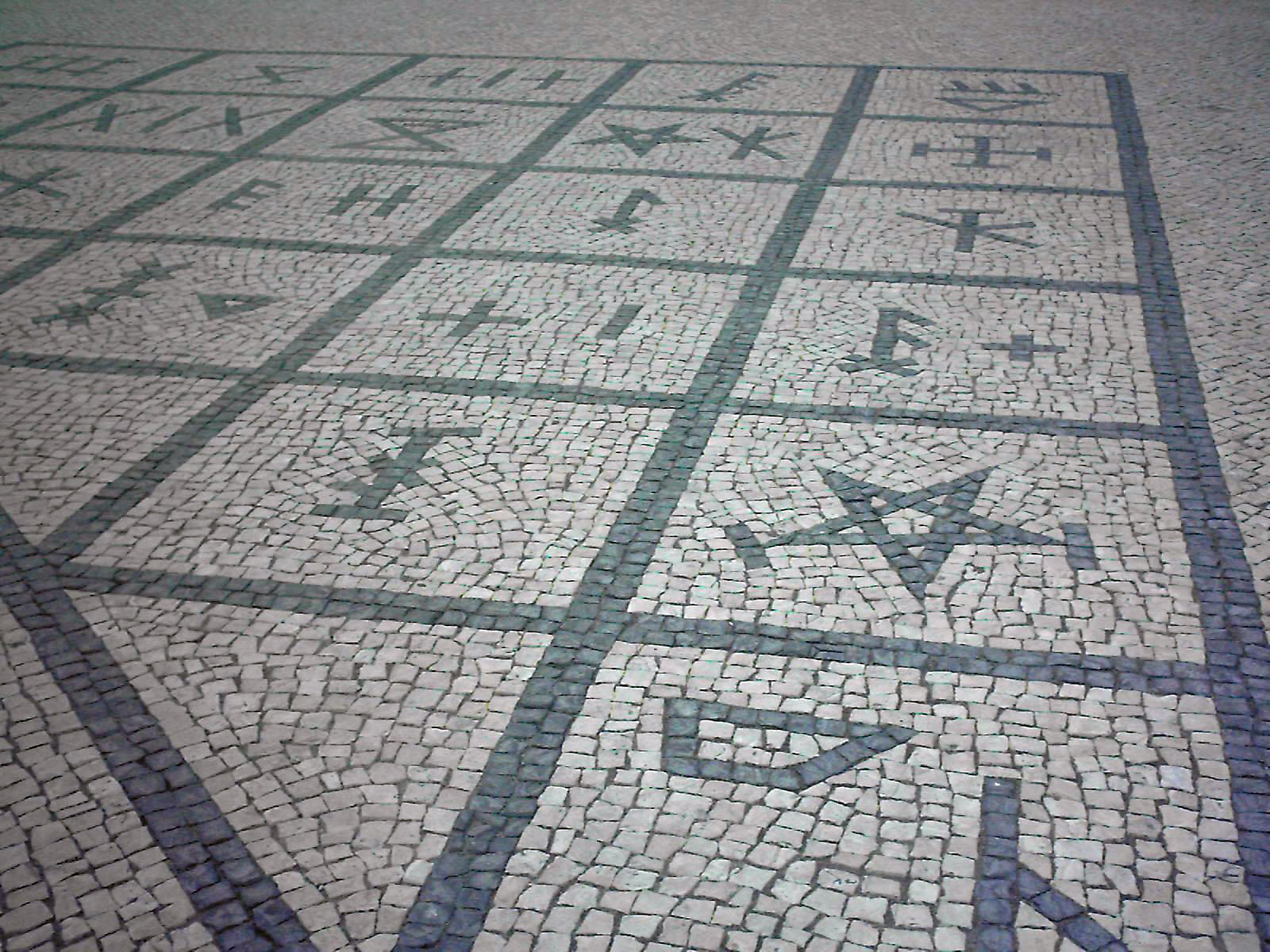
Calzada con representaciones de siglas poveiras.

Las siglas fueron estudiadas, por primera vez, por António de Santos Graça en su libro “Epopeia dos Humildes” (Epopeya de los Humildes). Editado en 1952, el libro contiene centenares de siglas y marcas, además de la historia y tragedias marítimas poveiras. Estas siglas se pueden encontrar aún en la nueva Iglesia Matriz (iglesia matriz desde 1757) y en la Iglesia da Lapa en Póvoa de Varzim, en la Capilla de Santa Cruz en Balazar, en algunos lugares religiosos del noroeste peninsular (principalmente en la región del Miño, por donde al poveiro le gustaba rezar y visitar, dejando allí su marca para comunicar que estuvo allí a los otros poveiros que fueran más tarde) y aún se usan, pero de manera más débil por algunas familias. La mesa de la sacristía de la antigua Iglesia de la Misericordia, que sirvió de Matriz hasta 1757, contaba con miles de siglas que servirían para un estudio más profundizado, pero fue destruida cuando se demolió la iglesia. Los poveiros escribían su sigla en la mesa de la iglesia matriz cuando se casaban como forma de registrar el evento.
Las siglas pasaban del padre al hijo más joven (el benjamín), ya que en la tradición poveira que aún perdura, el heredero de la familia es el hijo más joven, a los otros hijos les daban la misma sigla pero con trazos, llamados «piques». Así, la sigla del primogénito tendría un pique, la del segundo dos, y así sucesivamente, hasta la del benjamín que no tendría ningún trazo, heredando así el mismo símbolo que su padre.

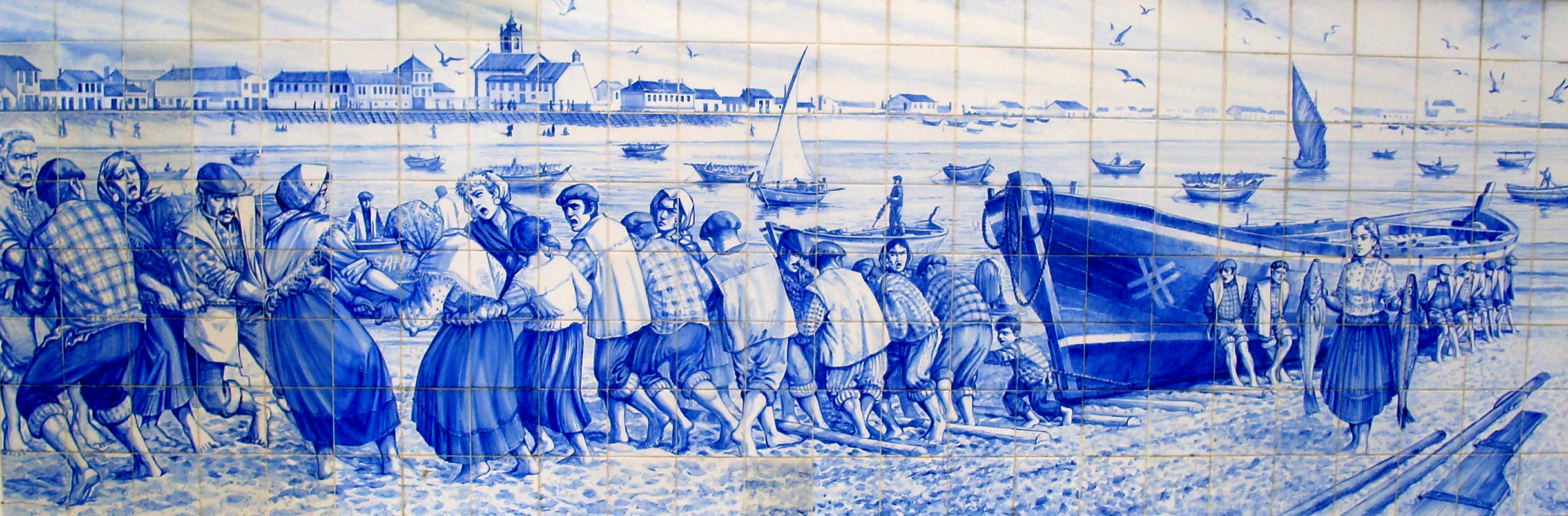
Representación de siglas poveiras en un azulejo que representa la “¡Ala-Arriba!” (es decir, el arrastre de los barcos hacia la playa por la comunidad).